# Tallin en los sellos postales

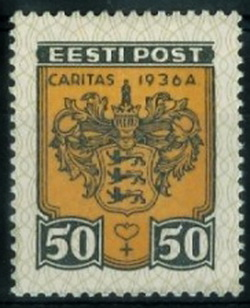
Escudo de armas 1936.

Tallin en la filatelia - son todos los materiales filatélicos (franqueo o matasellos, estampillas etc), en relación con la ciudad de Tallinn (en estonio). 

## Breve descripción

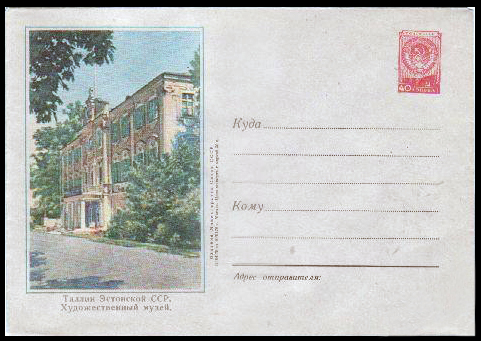
postal de una faz, sello soviético de 1956.

La ciudad de Tallin (original - Reval/Revel) y su historia se reflejan en lossellos postales y otros materiales filatéticos de la época prerrevolucionaria de la Unión Soviética y de la Estonia independiente Los correos ruso y estonio han emitido diversos sellos postales, sobres artísticos y sobre no franqueados y tarjetas postales de una faz para la temática tallinesa.

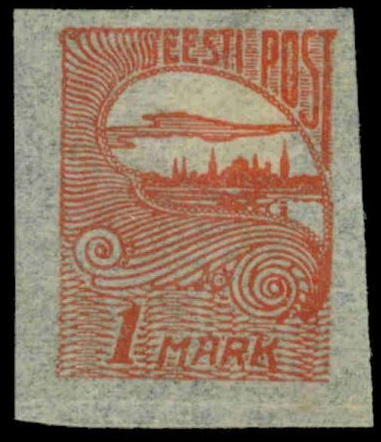
Tallin en sello estonio de 1920
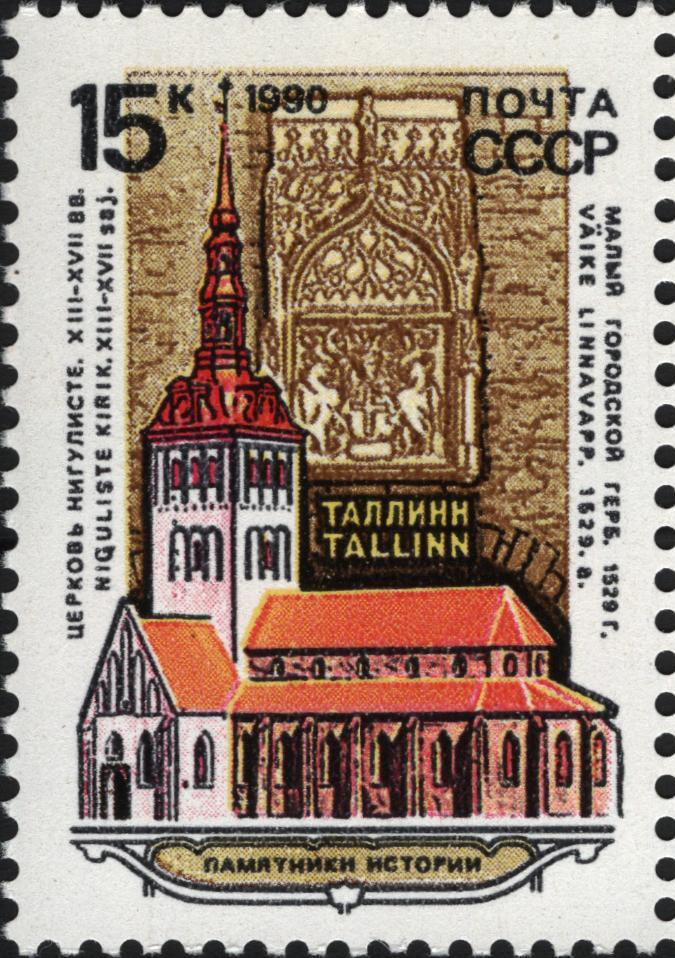
ruso 1990

- Datos: Q4450505
- Multimedia: Tallinn on stamps / Q4450505